# Hugo Vandaele
Hugo Vandaele (Ukkel, 14 september 1956) is een CD&V-politicus.
Hugo Vandaele werd bij de lokale verkiezingen van 1988 voor het eerst verkozen in de gemeenteraad van Beersel. Begin 1989 legde hij de eed af als gemeenteraadslid, vier jaar later werd hij schepen. 
Vandaele volgde zijn partijgenoot Hugo Casaer begin 2013 op. Die had de Beerselse burgemeesterssjerp 26 jaar gedragen. 
Van opleiding is hij regent.